# Super Prestige Pernod 1972
De Super Prestige Pernod 1972 was de veertiende editie van dit regelmatigheidsklassement in het wielrennen. De kalender kende enkele wijzigingen ten opzichte van het voorgaande jaar: Parijs-Luxemburg was in 1971 niet verreden en werd dit jaar van de kalender gehaald. De Catalaanse Week en de Ronde van Nieuw-Frankrijk werden aan de kalender toegevoegd en leverden voor het eerst punten op voor het klassement. De Ronde van Nieuw-Frankrijk was de eerste wedstrijd buiten Europa die in de Super Prestige Pernod werd opgenomen. Dit jaar telde de Waalse Pijl weer mee, maar leverde Luik-Bastenaken-Luik geen punten op (deze koersen wisselden elkaar tussen 1970–1975 af in de Super Prestige Pernod). Ook Bordeaux-Parijs was in 1971 niet verreden, maar bleef wel op de kalender staan. Hij werd dit jaar echter wederom niet verreden. Daardoor waren er negentien wedstrijden die meetelden voor de Super Prestige Pernod, waarvan er achttien ook daadwerkelijk van start gingen.
Het klassement werd voor het vierde achtereenvolgende jaar gewonnen door Eddy Merckx. Hij evenaarde hiermee Jacques Anquetil, die de Super Prestige Pernod ook viermaal op zijn naam had geschreven. Merckx behaalde onder meer de dubbel Giro–Tour voor de tweede maal. Hij won ook de Waalse Pijl voor de derde keer en evenaarde daarmee Marcel Kints record. In het eindklassement had Merckx ongeveer twee keer zoveel punten als Raymond Poulidor, de nummer twee. Poulidors landgenoot Cyrille Guimard werd derde in het eindklassement. Behalve de Super Prestige Pernod werden er nog twee andere prijzen uitgereikt: de Prestige Pernod voor Franse renners en de Promotion Pernod voor Franse renners onder de 25 jaar.

## Wedstrijden
| Datum           | Koers                               | Winnaar            |
| --------------- | ----------------------------------- | ------------------ |
| 9–16 maart      | Parijs-Nice (1972)                  | Raymond Poulidor   |
| 19 maart        | Milaan-San Remo (1972)              | Eddy Merckx        |
| 20–24 maart     | Catalaanse Week (1972)              | Miguel María Lasa  |
| 9 april         | Ronde van Vlaanderen (1972)         | Eric Leman         |
| 16 april        | Parijs-Roubaix (1972)               | Roger De Vlaeminck |
| 23 april        | Waalse Pijl (1972)                  | Eddy Merckx        |
| 1 mei           | Rund um den Henninger-Turm (1972)   | Gilbert Bellone    |
| 27 april–14 mei | Ronde van Spanje (1972)             | José Manuel Fuente |
| 9–14 mei        | Vierdaagse van Duinkerke (1972)     | Yves Hézard        |
| 30 mei–4 juni   | Critérium du Dauphiné Libéré (1972) | Luis Ocaña         |
| 21 mei–11 juni  | Ronde van Italië (1972)             | Eddy Merckx        |
| 15–18 juni      | Grand Prix du Midi Libre (1972)     | Cyrille Guimard    |
| 1–23 juli       | Ronde van Frankrijk (1972)          | Eddy Merckx        |
| 6 augustus      | Wereldkampioenschap in Gap (1972)   | Marino Basso       |
| 3 september     | Bordeaux-Parijs                     | Niet georganiseerd |
| 20–24 september | Ronde van Nieuw-Frankrijk (1972)    | Guido Reybrouck    |
| 1 oktober       | Parijs-Tours (1972)                 | Noël Vantyghem     |
| 7 oktober       | Ronde van Lombardije (1972)         | Eddy Merckx        |
| 22 oktober      | Grote Landenprijs (1972)            | Roger Swerts       |

## Eindklassementen

### Individueel
| Plek | Renner             | Punten |
| ---- | ------------------ | ------ |
| 1    | Eddy Merckx        | 438    |
| 2    | Raymond Poulidor   | 210    |
| 3    | Cyrille Guimard    | 148    |
| 4    | Yves Hézard        | 130    |
| 5    | Joop Zoetemelk     | 125    |
| 6    | José Manuel Fuente | 110    |
| 7    | Marino Basso       | 75     |
| 7    | Felice Gimondi     | 75     |
| 7    | Luis Ocaña         | 75     |
| 10   | André Dierickx     | 91     |

- Prestige Pernod: Raymond Poulidor
- Promotion Pernod: Yves Hézard

1959 · 1960 · 1961 · 1962 · 1963 · 1964 · 1965 · 1966 · 1967 · 1968 · 1969 · 1970 · 1971 · 1972 · 1973 · 1974 · 1975 · 1976 · 1977 · 1978 · 1979 · 1980 · 1981 · 1982 · 1983 · 1984 · 1985 · 1986 · 1987